# Wüstenrot & Württembergische
Wüstenrot & Württembergische AG – niemieckie przedsiębiorstwo działające w sektorze usług finansowych z siedzibą w Stuttgarcie. Spółka akcyjna notowana na giełdach we Frankfurcie w tym na platformie XETRA i Stuttgarcie. W & W jest jednym z dziesięciu czołowych dostawców usług finansowych w Niemczech.
Holding W & W powstał z połączenia dwóch firm Wuestenrot AG (spółki dominującej) i Wuerttembergische Versicherung AG w roku 1999. Od roku 2005 w skład grupy weszła firma ubezpieczeniowa Karlsruher Versicherungen.
W & W prowadzi działalność w sektorze "banków oszczędnościowych" poprzez Wuestenrot Bausparkasse AG i Wuestenrot Bank AG oraz "ubezpieczeń" poprzez firmy : Württembergische Versicherung AG, Württembergischen Lebensversicherung AG, Allgemeine Rentenanstalt Pensionskasse AG, Karlsruher Lebensversicherung AG i Württembergische Krankenversicherung AG.
Holding koncentruje się na finansowych potrzebach klientów indywidualnych i korporacyjnych.
Firma oferuje szereg produktów bankowo-finansowych, które obejmują, między innymi - umowy oszczędnościowe, kredyty hipoteczne, oraz wszystkie główne produkty ubezpieczeniowe, takie jak : ubezpieczenia majątkowe (ubezpieczenia komunikacyjne, i ubezpieczenia domów, itp.), ubezpieczenia OC, ubezpieczenia ochrony prawnej, ubezpieczenia emerytalne i ubezpieczenia na życie, ubezpieczenia na wypadek inwalidztwa, ubezpieczenia zdrowia oraz emerytur pracowniczych.
Większościwy pakiet akcji Przedsiębiorstwa jest w posiadaniu inwestorów instytucjonalnych tj. Wuestenrot Holding AG, Landesbank Baden-Wuerttemberg, UniCredito Italiano SpA i Swiss Re Germany AG.